# Толентински споразум
Мир у Толентину је мировни споразум између револуционарне Француске републике и Папске државе од 19. фебруара 1797. године.

## Позадина
Споразумом у Толентину француски Директоријум наметнуо је услове предаје Папској држави. Потписници у име Француске били су француски амбасадор Директоријума у Папској држави, Франсоа Какулт и генерал Наполеон Бонапарта. У име папе преговарала су четири представника. Мир из Толентина један је од мировних споразума потписаних након француске инвазије на Италију у раним фазама Француских револуционарних ратова (Прва коалиција). Након победе над Аустријанцима код Мантове, Арколе и Риволија, Наполеон Бонапарта није имао јаче противнике у северној Италији што му је омогућило да се позабави Папском државом. Након деветомесечних преговора, фебруара 1797. године 9000 француских војника напало је папску Ромању не остављајући папи другог избора него да прихвати француске услове мира. 

## Одредбе
Споразумом је додато 15 милиона ливри ратне одштете на 21 милион које је Француска већ изнудила од Папске државе примирјем у Болоњи. Укупно је ратна одштета сада износила 36 милиона ливри. Поред тога, француска је окупирала Авињон који се у папској власти налази још од средине 14. века, од периода Авињонског ропства папства, када га је папа Клемент VI купио од војвоткиње Провансе (1348). Регија Ромања, коју су Французи недавно похарали, такође је папа уступио Французима који су је укључили у новонасталу Цисалпинску републику. Споразум је укључивао и одузимање бројних уметничких дела Ватикану. Преко стотину слика и других уметничких радова су из Ватикана пребачени у париски Лувр. Француски комесар имао је право да уђе у сваки јавни објекат, верску или приватну кућу и да процени да ли се неко уметничко дело треба однети у Париз. Овај део уговора касније је проширен на целу Италију, споразумима са другим италијанским државама потписаним током 1798. године. Споразум намеће папи обавезу да надокнади штету породици новинара Николаса Жана Игона де Базвила који је 1793. године убијен у Риму због отпужбе да је "вређао папу". 